# Drahobudice
Drahobudice (en allemand : Drahobuditz) est une commune du district de Kolín, dans la région de Bohême-Centrale, en République tchèque. Sa population s'élevait à 254 habitants en 2020.

## Géographie
Drahobudice se trouve à 4 km au sud-est de Zásmuky, à 14 km au sud-ouest de Kolín et à 48 km à l'est-sud-est de Prague.
La commune est limitée par Zásmuky au nord-ouest, par Bečváry au nord-est et à l'est, par Rašovice au sud, et par Bečváry à l'ouest.

## Histoire
La première mention écrite de la localité date de 1338.